# 루디니 후작 안토니오 스타라바

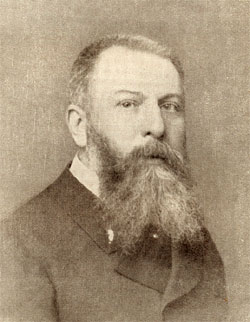

루디니 후작 안토니오 스타라바(이탈리아어: Antonio Starabba marchese di Rudinì, 1839년 4월 16일 ~ 1908년 8월 7일)는 이탈리아의 제18대, 제21대 총리로 1891년 ~ 1892년, 1896년 ~ 1898년에 재직하였다.

## 같이 보기
- 가에타노 브레시